# 15 ans et demi
Pour plus de détails, voir Fiche technique et Distribution.
15 ans et demi est un film français réalisé par François Desagnat et Thomas Sorriaux, sorti en 2008.

## Synopsis
Philippe Le Tallec (Daniel Auteuil), brillant scientifique vivant aux États-Unis depuis 15 ans, rentre en France s'occuper de sa fille Églantine (Juliette Lamboley). Il espère rattraper le temps perdu mais Églantine a bien d'autres préoccupations.
Dépassé, Philippe se résout à suivre un stage de rééducation pour pères en difficulté animé par Jean-Maxence (François Damiens).

## Fiche technique
Sauf indication contraire, les informations mentionnées dans cette section peuvent être confirmées par la base de données cinématographiques IMDb,  présente dans la section « Liens externes ».
- Titre original : 15 ans et demi ...
- Titre québécois : 15 ans et demi
- Réalisation : François Desagnat et Thomas Sorriaux
- Scénario et adaptation : François Desagnat, Thomas Sorriaux et Vincent Ravalec, d'après le roman 15 ans et demi de Vincent Ravalec
- Musique : Alexandre Azaria
- Décors : Olivier Seiler
- Costumes : Natacha Gauthier[1]
- Photographie : Vincent Mathias
- Son : Jean-Paul Guirado, Thomas Desjonquères, François-Joseph Hors
- Montage : Christine Lucas Navarro
- Production : Luc Bossi et Patrice Ledoux
  - Production associée : Sandrine Paquot
- Sociétés de production[2] : Gaumont International, en coproduction avec Pulsar Productions, Bikini Films et TF1 Films Production, avec la participation de Canal+ et CinéCinéma, en association avec Sofica SGAM AI Cinéma 1 et Uni Étoile 5
- Sociétés de distribution[1] : Gaumont (France) ; Belga Films (Belgique) ; Pathé Films AG (Suisse romande)
- Budget : 8 339 671 €[3]
- Pays de production :  France
- Langue originale : français
- Format[4],[1] : couleur - 35 mm - 1,85:1 (Panavision) - son Dolby SRD
- Genre : comédie
- Durée : 97 minutes
- Dates de sortie[5] :
  - France, Suisse romande : 30 avril 2008[6],[7]
  - Belgique : 25 juin 2008[8]
- Classification[9] :
  - France : tous publics
  - Belgique : tous publics (Alle Leeftijden)[8]
  - Suisse romande : interdit aux moins de 12 ans[10]

## Distribution
- Daniel Auteuil : Philippe Le Tallec
- Juliette Lamboley : Églantine Le Tallec, fille de Philippe
- François Damiens : Jean-Maxence
- Lionel Abelanski : Guy, ami de Philippe
- Julie Ferrier : Fiona (voix à la radio)
- François Berléand : Albert Einstein
- Élise Larnicol : Sylvie
- Sara Mortensen : Barbara, la cobaye chauve du laboratoire, amoureuse de Philippe
- Coura Traoré : Anne-Sophie
- Benjamin Siksou : Gaspard
- Canis Crevillén : Charlotte
- Lionel Lingelser : Vincent
- Maud Verdeyen : Zoé
- Dylan Imayanga : Enzo
- Lucie Lucas : Karine
- Alain Chabat : Norbert, baba cool guitariste chanteur de rue
- Élie Semoun : l'automobiliste impatient et grossier
- César Domboy : un camarade d'Églantine
- Philippe Duquesne : Jean-Louis, un élève père
- Chick Ortega : Denis, un élève père
- Vincent Desagnat : voix d'un présentateur de radio
- Marek Zerba : Le jeune homme dans le DVD

## Production

### Tournage
Lieux de tournage : dans le Val-d'Oise à Gadancourt et à Nucourt (séquence de la rave party).

## Bande originale
Sauf indication contraire ou complémentaire, les informations mentionnées dans cette section proviennent du générique de fin de l'œuvre audiovisuelle présentée ici.
- Sarabande de Haendel.
- Love for granted par Phoenix.
- Public Warning par Lady Sovereign.
- DVNO par Justice.
- The Boys par Dragonette.
- Feel par Jesse Harris.
- New Soul par Yael Naim.
- Mamoth par Kardinal & Lowkey.
- L'amour est bleu par Claudine Longet.
- You're so mine par Moïra Conrath.
- Riot Radio par The Dead 60s.